# Peter Portengen
Peter Tom Portengen (Amsterdam, 9 maart 1966) is een Nederlandse handbalcoach en voormalige handballer.

## Biografie
Als speler kwam Portengen uit voor clubs zoals Hermes, Sittardia, V&L, Swift Arhnem en Swift Roermond. Hiernaast kwam Portengen vijf duels uit voor Jong Oranje en 128 keer uit voor het nationaal team. Zijn debuut in het nationale team was op 16 mei 1986 tegen Frankrijk. Zijn laatste interland was op 5 april 1997 tegen Polen.
Als coach had hij teams zoals Volendam, E&O, Hellas en de dames van Dalfsen onder de hoede. Ook was hij van 2009 tot 2016 assistent-coach van het Nederlandse vrouwenteam met Henk Groener als hoofdcoach.
In januari 2020 volgde Portengen Aaron Ziercke op bij TV Emsdetten. In mei 2021 werd Portengen op staande voet ontslagen. Hij werd opgevolgd door Sascah Bertow ex-speler van TV Emsdetten. Eind december 2021 maakte de nieuwe fusieclub Hubo Handbal (een fusie tussen Initia Hasselt en Tongeren) bekent dat Portengen de trainer van de nieuwe club zou worden.

## Onderscheidingen
- Nederlands handballer van het jaar 1996[12]
- Trainer van het jaar van de Eredivisie mannen: 2006/07[13]
- Trainer van het jaar van de Eredivisie mannen: 2007/08[14]
- Trainer van het jaar van de Eredivisie vrouwen: 2011/12[15]